# Midland (Maryland)
Midland é uma cidade  localizada no estado americano de Maryland, no Condado de Allegany.

## Demografia
Segundo o censo americano de 2000, a sua população era de 473 habitantes.
Em 2006, foi estimada uma população de 450, um decréscimo de 23 (-4.9%).

## Geografia
De acordo com o United States Census Bureau tem uma área de
0,5 km², dos quais 0,5 km² cobertos por terra e 0,0 km² cobertos por água.

## Localidades na vizinhança
O diagrama seguinte representa as localidades num raio de 16 km ao redor de Midland.